# Стеарат магния
Стеарат магния — химическое соединение,
соль магния и стеариновой кислоты 
с формулой Mg(C17H35COO)2,
бесцветные (белые) кристаллы,
не растворяется в воде.

## Получение
- Обменная реакция стеарата натрия и сульфата магния

{\displaystyle {\mathsf {MgSO_{4}+2C_{17}H_{35}COONa\ {\xrightarrow {}}\ Mg(C_{17}H_{35}COO)_{2}\downarrow +Na_{2}SO_{4}}}}

## Физические свойства
Стеарат магния образует бесцветные (белые) кристаллы.
Не растворяется в воде.

## Применение
В фармацевтической промышленности применяется в качестве  лубриканта (антислеживающего агента) при производстве твердых лекарственных форм (ТЛФ).